# Westo
|  | No s'ha de confondre amb Txitximeques. |

Els westo eren una tribu d'amerindis dels Estats Units que contactaren al Sud-est amb els europeus en el segle xvii. Probablement parlaven una llengua iroquesa. Els espanyols els anomenaren chichimeco (no s'han de confondre amb els txitximeques de Mèxic), i els colons de Virgínia els podrien haver anomenat Richahecrian. La seva primera aparició en escrits històrics és com una tribu poderosa a la Virgínia colonial, que havien emigrat de les muntanyes a la regió al voltant de l'actual Richmond. La seva població proporcionava una força de 700 a 900 guerrers.
La primera anàlisi acadèmica de l'origen dels westo va postular que els anomenats Rechahecrian/Rickohakan de Virgínia potser eren cherokees o yuchis, i que els westo eren una banda de yuchis. L'antropòleg Marvin T. Smith (1987:131–32) fou el primer a suggerir que els westo eren un grup dels erie, que havien viscut al sud del llac Erie fins que foren forçat a emigrat cap a Virgínia durant les Guerres dels Castors del segle xvii. Smith 
va teoritzar que com els assentaments colonials es van expandir a Virgínia, els Westo van migrar cap al sud fins al riu Savannah poc abans de la fundació de Carolina del Sud en 1670. Treballs posteriors de John Worth (1995:17) i Eric Bowne (2006) donen suport ferm a les hipòtesis de Smith.

## Història
Virgínia va establir una relació comercial amb els westo, intercanviant armes de foc per esclaus indis. Quan els westo van emigrar al riu Savannah, ràpidament foren coneguts pel seu poder militar i les seves batudes d'esclaus a altres tribus. Abans de la seva destrucció, els Westo causaren estralls en les províncies missioneres espanyoles de Guale i Mocama. El 20 de juliol de 1661, una partida de canoes de guerra westo baixaren pel riu Altamaha i van destruir la missió espanyola de Santo Domingo de Talaje prop de l'actual Darien. El governador de la Florida espanyola Alonso de Aranguiz y Cortés va enviar tropes a l'actual St. Simons (Geòrgia) per protegir-se contra noves incursions.
Que els westo tenien llaços amb Virgínia no significava que fossin amistosos amb els de Carolina del Sud. En 1673 els westo va atacar als indis de la costa, com els cusabo, així com a la colònia Carolina. La colònia depenia de la tribu esaw per a la defensa fins a desembre de 1674, quan alguns westo visitaren Henry Woodward i van fer les paus. La pau es va convertir en una aliança després que els westo escortessin Woodward als seus pobles en el riu Savannah, donant molts regals i encoratjant l'amistat.
De 1675 a 1680, el comerç entre westo i Carolina del Sud va prosperar. Els westo proveïen Carolina d'esclaus, capturats a diferents grups de nadius americans, incloent les tribus aliades dels espanyols Guale i Mocama. Aquests eren els "indis assentats", suposadament sota la protecció de Carolina. Els westo probablement capturaren esclaus dels cherokees, chickasaws, i altres tribus més petites que més tard s'unirien a la confederació creek.
Com que els westo eren tradicionalment enemics de gairebé totes les altres tribus de la regió, la seva aliança amb Carolina bloquejava la colònia d'establir qualsevol altra relació tribal efectiva. Un grup d'indis shawnee van emigrar a la regió del riu Savannah i es va reunir amb els westo mentre Henry Woodward estava entre ells. Aquests shawnees eren coneguts com els "indis de Savannah". Sembla que Woodward va ser testimoni de la primera reunió de Shawnee i westo. Usant la llengua de signes, els shawnee (Savannah) van advertir als westo d'un atac imminent d'altres tribus. Es van guanyar la bona voluntat dels westo, que va començar a preparar-se per a l'atac.
Els Savannah s'aproparen més tard a Woodward i establiren una relació independent amb els colons, el que condemnarà els westo. Els habitants de Carolina es van adonar del valor del comerç més enllà dels westo. Quan va esclatar la guerra entre Carolina i els westo en 1679, els Savannah/Shawnee va ajudar els habitants de Carolina. Després de destruir els westo en 1680, els Savannah es van moure a les seves terres i es va fer càrrec del seu paper com el principal soci comercial del comerç amerindi amb la colònia Carolina. El destí de la major part dels westo supervivents fou probablement l'esclavitud i l'enviament al treballar a les plantacions de sucre de les Índies Occidentals. (Informació sobre les batudes d'esclaus, el Dr Woodward, Savannah/Shawnee, i la derrota westo principalment de Gallay 2002).
Alguns supervivents westo podrien haver continuat vivint prop de la colònia de Carolina del Sud. Un mapa publicat anònimament el 1715 mostra les aldees índies durant el període de 1691 a 1715, quan els primers pobles creek s'havien traslladat des del riu Chattahoochee al riu Ocmulgee i riu Oconee. El mapa mostra un poble anomenat "Westas" (totes les ciutats etiquetades són pluralitzades) al riu Ocmulgee sobre la confluència del riu Towaliga. És un d'un grup de pobles prop de la important ciutat "baix Creek" de Coweta. El mapa de 1715 mostra la localització de la ciutat com d'algun moment entre 1691 i 1715, quan els baixos creek traslladaren els seus pobles al riu Chattahoochee. La vila westo no es mostra en els mapes posteriors. Igual que amb altres grups de refugiats indígenes que van trobar refugi amb els baixos creeks, l'aparent destí dels westo supervivents va ser l'absorció en l'emergent confederació Creek (Worth 2000).